# Georg Oeder (Zisterzienser)
Georg Oeder OCist († 11. November 1426) war von 1412 bis 1426 Abt des Stiftes Lilienfeld.

## Regierungszeit
Oeder wurde zwischen März 1412 und Mai 1413 zum Abt von Lilienfeld gewählt. Die erste historische Angabe zu seinem Abbatiat liefert eine Urkunde vom 12. Mai 1413, worin Oeder dem Wilhelmsburger Pfarrer Widabid gestattet, sein Vieh am Zechhof in Eschenau weiden zu lassen. Unter Oeder konsolidierten sich die wirtschaftlichen Verhältnisse des Stiftes. Dadurch konnte die außerordentliche Visitation durch den Heiligenkreuzer Abt Johann II. von Spanberg abgeschlossen werden. 
1424 visitierte der Reiner Abt Angelus Manse im Auftrag des Generalkapitels das Stift Lilienfeld. Auf Bitten Oeders erlaubte der Abt von Cîteaux, Jean VII. de Martigny, am 11. Jänner 1414 den Religiosen auf dem Annaberg wegen erschwerten Lebensbedingungen im Gebirge den Fleischgenuss; ausgenommen waren Mittwoch und Freitag. 1415 entsendete Oeder den Lilienfelder Professen Johannes Pinzinger zur Lehrtätigkeit an die Universität Wien. Die letzte urkundliche Nennung von Abt Georg ist mit 3. August 1426 datiert. Er starb wenige Monate danach, am 11. November. Das Lilienfelder Nekrologium führt ihn mit dem Zusatz „der gütige Vater“, und erwähnt auch seinen Vater Simon aus Hoheneck mit Todestag am 23. Mai.